# Бездетка
Бездетка — река в Тверской области России. Впадает в Лососну, приток Западной Двины. Длина реки составляет 11 км.

## География
Протекает по территории Андреапольского сельского поселения Андреапольского района.
Бездетка берёт начало в 1,5 км к востоку от деревни Аристово. Течёт в северном, западном и юго-западном направлении. Впадает в Лососну справа.

## Притоки
Справа впадет река Шиколка и ручей Богачёвский (длина 5,3 км). Слева — два безымянных ручья.

## Населённые пункты
На берегу Бездетки расположена деревня Гладкий Лог. Ранее на реке стояли населённые пункты Савино, Водочерп и другие.